# Villeneuve-en-Retz
Villeneuve-en-Retz es una comuna nueva francesa situada en el departamento de Loira Atlántico, de la región de Países del Loira.

## Historia
Fue creada el 1 de enero de 2016, en aplicación de una resolución del prefecto de Loira Atlántico de 29 de septiembre de 2015 con la unión de las comunas de Bourgneuf-en-Retz y Fresnay-en-Retz, pasando a estar el ayuntamiento en la antigua comuna de Bourgneuf-en-Retz.

## Demografía
| Gráfica de evolución demográfica de Villeneuve-en-Retz entre 1800 y 2013 |
|                                                                          |

Los datos entre 1800 y 2013 son el resultado de sumar los parciales de las dos comunas que forman la nueva comuna de Villeneuve-en-Retz, cuyos datos se han cogido de 1800 a 1999, para las comunas de Bourgneuf-en-Retz y Fresnay-en-Retz de la página francesa EHESS/Cassini. Los demás datos se han cogido de la página del INSEE.

## Composición
| Comuna delegada   | Código INSEE | Población (2013) | Superficie (km²) | Densidad (hab./km²) |
| ----------------- | ------------ | ---------------- | ---------------- | ------------------- |
| Bourgneuf-en-Retz | 44021        | 3586             | 53.19            | 67                  |
| Fresnay-en-Retz   | 44059        | 1265             | 20.49            | 62                  |